# Bournainville-Faverolles
Bournainville-Faverolles és un municipi francès situat al departament de l'Eure i a la regió de Normandia. L'any 2007 tenia 367 habitants.

## Demografia

### Població
El 2007 la població de fet de Bournainville-Faverolles era de 367 persones. Hi havia 152 famílies, de les quals 31 eren unipersonals (27 homes vivint sols i 4 dones vivint soles), 70 parelles sense fills, 44 parelles amb fills i 7 famílies monoparentals amb fills.
La població ha evolucionat segons el següent gràfic:
Habitants censats

### Habitatges
El 2007 hi havia 170 habitatges, 152 eren l'habitatge principal de la família, 10 eren segones residències i 8 estaven desocupats. 168 eren cases i 2 eren apartaments. Dels 152 habitatges principals, 128 estaven ocupats pels seus propietaris, 22 estaven llogats i ocupats pels llogaters i 2 estaven cedits a títol gratuït; 2 tenien dues cambres, 19 en tenien tres, 48 en tenien quatre i 82 en tenien cinc o més. 127 habitatges disposaven pel capbaix d'una plaça de pàrquing. A 70 habitatges hi havia un automòbil i a 70 n'hi havia dos o més.

### Piràmide de població
La piràmide de població per edats i sexe el 2009 era:
| Homes | Edats   | Dones |
| ----- | ------- | ----- |
| 0     | 95 o +  | 0     |
| 0     | 90 a 94 | 0     |
| 0     | 85 a 89 | 0     |
| 0     | 80 a 84 | 0     |
| 8     | 75 a 79 | 4     |
| 4     | 70 a 74 | 8     |
| 24    | 65 a 69 | 8     |
| 4     | 60 a 64 | 20    |
| 20    | 55 a 59 | 8     |
| 4     | 50 a 54 | 12    |
| 20    | 45 a 49 | 20    |
| 24    | 40 a 44 | 12    |
| 16    | 35 a 39 | 12    |
| 16    | 30 a 34 | 28    |
| 4     | 25 a 29 | 16    |
| 8     | 20 a 24 | 8     |
| 4     | 15 a 19 | 12    |
| 20    | 10 a 14 | 8     |
| 20    | 5 a 9   | 12    |
| 8     | 0 a 4   | 36    |

## Economia
El 2007 la població en edat de treballar era de 240 persones, 166 eren actives i 74 eren inactives. De les 166 persones actives 155 estaven ocupades (86 homes i 69 dones) i 11 estaven aturades (6 homes i 5 dones). De les 74 persones inactives 35 estaven jubilades, 16 estaven estudiant i 23 estaven classificades com a «altres inactius».

### Ingressos
El 2009 a Bournainville-Faverolles hi havia 157 unitats fiscals que integraven 391,5 persones, la mediana anual d'ingressos fiscals per persona era de 18.165 €.

### Activitats econòmiques
Dels 8 establiments que hi havia el 2007, 3 eren d'empreses de construcció, 1 d'una empresa de comerç i reparació d'automòbils, 1 d'una empresa d'hostatgeria i restauració, 1 d'una empresa financera, 1 d'una empresa immobiliària i 1 d'una empresa de serveis.
Dels 6 establiments de servei als particulars que hi havia el 2009, 2 eren tallers de reparació d'automòbils i de material agrícola, 1 paleta, 1 fusteria, 1 lampisteria i 1 restaurant.
L'any 2000 a Bournainville-Faverolles hi havia 17 explotacions agrícoles que ocupaven un total de 413 hectàrees.

## Equipaments sanitaris i escolars
El 2009 hi havia una escola elemental integrada dins d'un grup escolar amb les comunes properes formant una escola dispersa.

## Poblacions més properes
El següent diagrama mostra les poblacions més properes.